# Tomás Muñoz Lucena

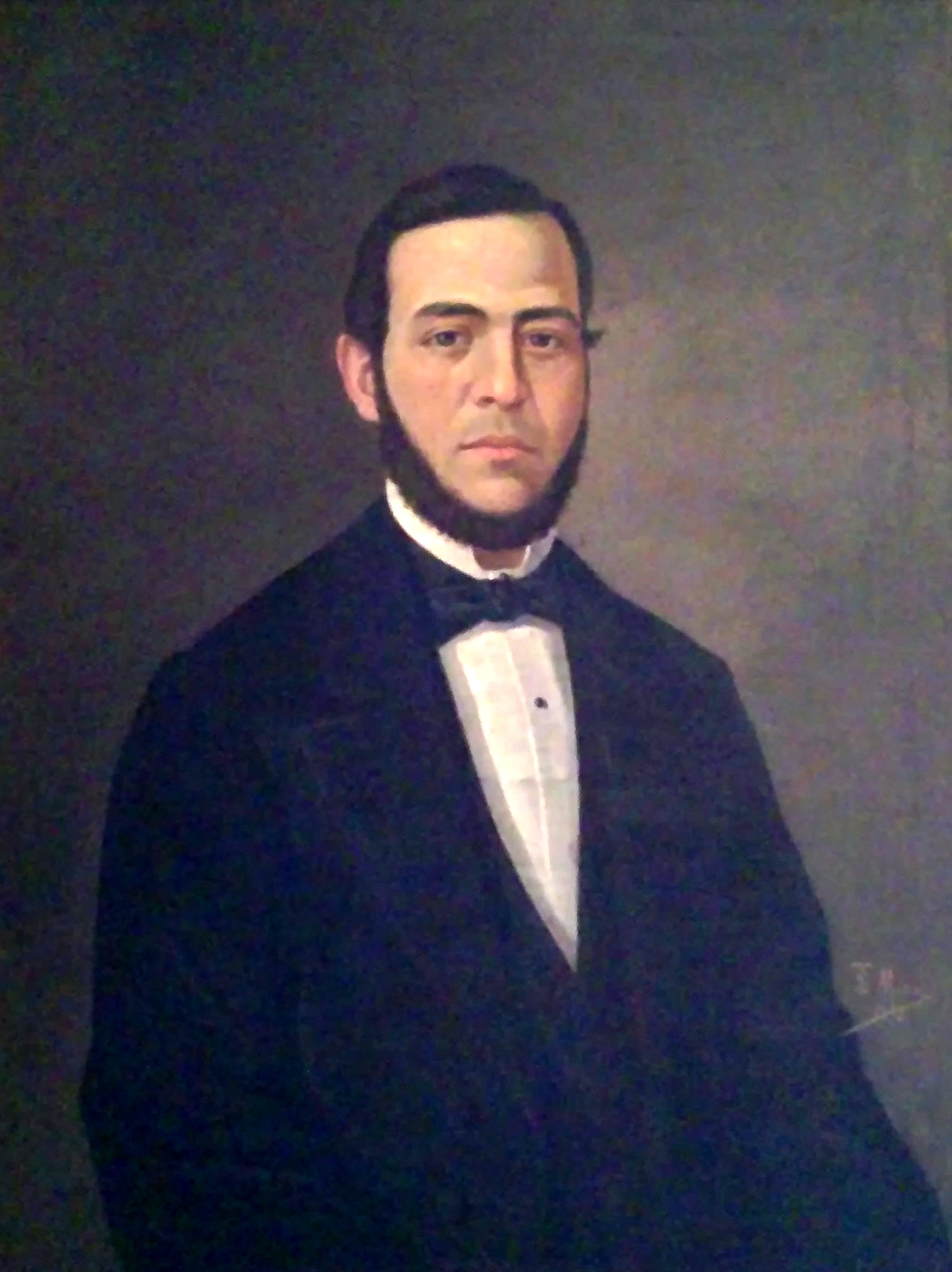
El pare de Tomás Muñoz, pintat el 1878.

Tomás Muñoz Lucena (Còrdova, 4 de juny de 1860 - Madrid, 1943 fou un pintor impressionista espanyol.
Va ingressar jove a l'escola de pintura de Rafael Romero y Barros. Va ser becat per la diputació de Còrdova per a continuar els seus estudis a Roma, on va adquirir la llavors nova tendència impressionista. És considerat el primer impressionista cordovès.
L'any 1884 presenta a l'exposició nacional Ofelia, sense obtenir cap premi. El 1887 torna al certamen presentant El entierro de Álvarez de Castro, que en aquesta ocasió és recompensada amb la segona medalla. Finalment obté la primera medalla l'any 1901 amb el seu oli Plegaria en las ermitas de Córdoba.
Sent professor demana trasllat primer a Granada i després a Sevilla, on roman fins a jubilar-se l'any 1930. Es trasllada llavors a Madrid, on viu fins a la seva mort el 1943.
A més de les seves pintures, ens va llegar un ampli nombre d'il·lustracions a Blanco y Negro, a la primera generació del qual va pertànyer juntament amb els també cordovesos Lozano Sidro i Díaz Huertas.
Del seu pinzell van sortir L'esclava, Niña del Generalife, la sèrie de quadres dels rectors de la Universitat de Granada i Marquesa de Vega Inclán, al Museu Romàntic de Madrid.

## Font principal
- Cien años de pintura en España y Portugal (Antiqvaria)